# Шопінг
Шо́пінг (від англ. shopping) — проведення часу на ринках чи у торговельних центрах із метою покупки різноманітних товарів. Також часто в це слово вкладають сенс не лише покупки товарів, а і супутні активності, як то відвідування закладів харчування чи розважальних закладів (кінотеатри, ігрові автомати). У 20 столітті також набув популярності шоп-туризм — туристичні поїздки, головною метою яких є шопінг.

## Шопінг-залежність
Шопінг-залежність, або оніоманія, є різновидом залежностей. Вживається, коли людина отримує якесь задоволення від самого акту або процесу покупки, часто річ ніколи не буде використана. Людей із шопінг-залежністю називають шопоголіками. Часто шопоголіки «полюють» не на будь-які речі, а на речі зі знижками. Медичні експерти вважають, що такі люди отримують те ж задоволення від здійснення покупок, що і наркоман від вживання наркотичних речовин. Симптомами можуть бути занадто часті походи по магазинах, використання шопінгу, як терапії від стресу, зловживання кредитами, почуття ейфорії при здійсненні покупок, покупка непотрібних речей або товарів, почуття жалю або каяття після шопінгу.